# Чемпионат России по конькобежному спорту 1896
Чемпионат России по конькобежному спорту в классическом многоборье 1896 года — восьмой чемпионат России, который прошёл в феврале 1896 года в Москве на катке Нижне-Пресненского пруда. В первенстве принимали участие только мужчины. Звание чемпиона России не присуждено.
С 1895 года чемпион определялся по итогам выступления на двух дистанциях 1500 и 5000 метров. Забеги осуществлялись парами. Для завоевания звания чемпиона России необходимо было победить на обеих дистанциях.

## Результаты чемпионата
| место     | спортсмен          | город  | 1500 м     | 5000 м      |
| --------- | ------------------ | ------ | ---------- | ----------- |
| без места | Сергей Пуресев     | Москва | 3.01,0 (1) | -           |
| без места | Александр Белоусов | Москва | -          | 10.50,0 (1) |